# Alexander Acatos
Alexander Pericles Acatos (* 10. Februar 1873 in Galați, Fürstentum Rumänien; † 7. April 1950 in Baden) war ein griechisch-schweizerischer Bauingenieur, der im Eisenbahnbau tätig war. Seine bekanntesten Bauwerke sind der Landwasserviadukt und die Erweiterung des Hauptbahnhofs Zürich.

## Biografie
Der Sohn eines Händlers stammte aus der griechischen Stadt Skiathos auf der gleichnamigen Insel in den Nördlichen Sporaden. Von 1890 bis 1895 studierte Acatos in Zürich Bauingenieurwesen am Eidgenössischen Polytechnikum (heutige ETH Zürich). Anschliessend war er als Assistent von Professor Wilhelm Ritter tätig. Von 1898 bis 1903 arbeitete er für die Rhätische Bahn. Während dieser Zeit war er verantwortlich für die Trassierung der Albulabahn sowie für die Projektierung und Ausführung des Streckenabschnitts Surava–Filisur. Dazu gehören zahlreiche Kunstbauten, wobei der Landwasserviadukt als Wahrzeichen der Bahnstrecke gilt. 1902 heiratete er Silvia Bazzighèr aus Chur, mit der er drei Kinder hatte; vier Jahre später wurde er in der Gemeinde Casaccia eingebürgert.
Von 1907 bis 1912 arbeitete Acatos bei der Bodensee-Toggenburg-Bahn als Adjunkt des Oberingenieurs. Im Rahmen dieser Tätigkeit war er zunächst bis 1910 als Sektionsingenieur für den Bau der Teilstrecke St. Gallen–Romanshorn mitsamt dem Sitterviadukt zuständig, danach der Teilstrecke zwischen Ebnat und Nesslau. 1913 trat er in den Dienst der Schweizerischen Bundesbahnen und stieg zuletzt zum Oberingenieur bei der Generaldirektion in Bern auf, ehe er 1938 in Pension ging. Unter anderem entwarf er ab 1924 Pläne für den Ausbau des Hauptbahnhofs Zürich. Die Gleishalle und die Querhalle, die beide 1929/30 erbaut wurden, waren ursprünglich lediglich als Provisorien gedacht, bestehen aber bis heute und stehen unter Denkmalschutz. Sie gelten als bedeutende Zeugen der Ingenieurbaukunst der Zwischenkriegszeit und sind die ältesten grösseren Gleisüberdachungen weltweit, die für eine ausschliesslich elektrisch betriebene Bahn entstanden sind.